# Club de motociclistas Paganos
El Club de motociclistas Paganos, o simplemente los Pagans o Pagans MC, es un club de motociclistas fuera de la ley formado por Lou Dobkin en 1957 formado en el condado de Prince George, Maryland, Estados Unidos. El club se expandió rápidamente y en 1959, los Paganos, originalmente vestidos con chaquetas de mezclilla azules y conduciendo motocicletas Triumph, evolucionaron a las líneas del estereotipo de los motociclistas fuera de la ley
La Oficina de Alcohol, Tabaco, Armas de Fuego y Explosivos (ATF) clasifica a los Paganos como un club de  motociclitas ilícito. Son rivales comunes de los Hells Angels (HAMC)  y otros clubes de motociclistas, estando activos en los estados de Arizona, California, Nevada, Delaware, Florida, Kentucky, Maryland, Nueva Jersey, Nueva York, Carolina del Norte, Ohio, Michigan, Indiana, Illinois, Missouri, Oregón, Pensilvania, Tennessee, Carolina del Sur, Virginia, Massachusetts, Rhode Island, Virginia Occidental, Estado de Washington y Puerto Rico. 

## Historia
Los Pagans fueron fundados en el condado de Prince George, Maryland, por el entonces presidente Lou Dobkin, a principios de 1957 y se organizaron oficialmente en 1958. El club contó inicialmente con trece miembros fundadores. Los Pagans comenzaron usando chaquetas vaqueras con insignias bordadas en lugar de los parches de tres piezas más comunes que utilizaban la mayoría de las bandas de motociclistas fuera de la ley (OMG), y conducían motocicletas estadounidenses y británicas, Harley-Davidson y Triumph. En la década de 1960, adoptaron una constitución formal y formaron una estructura de gobierno, eligiendo un presidente nacional con un salario equivalente al del presidente de los Estados Unidos, lo que equivalía a un salario de 100.000 dólares anuales. Describieron el gesto como una "demostración de clase".
Fueron un grupo bastante pacífico hasta 1965. Un creciente número de nuevos miembros puso a los Pagans en camino a convertirse en una organización criminal. Fue principalmente un gesto semántico tras reunirse en una carrera de motos en Maryland; el incidente resultante los llevó a ser etiquetados como "El 1% de los motociclistas que causaron problemas" en los periódicos locales. Los Pagans afirman haber inventado y adoptado el parche del 1%, haciendo referencia a los artículos periodísticos de la época. Este parche del 1% fue rápidamente adoptado por la mayoría de los demás bandas motociclistas ilegales
Los Pagans, que "han estado vinculados al crimen organizado tradicional, incluyendo la Cosa Nostra, en ciudades como Filadelfia, Pittsburgh y Nueva York", rápidamente se convirtieron en una facción dominante en la región del Atlántico Medio.
 Su crecimiento bajo el liderazgo de John "Satan" Marron, vio a los Pagans alcanzar casi 5000 miembros a principios de la década de 1970. Su "Club Madre" nunca tiene una ubicación fija, pero generalmente se ha ubicado en el noreste. La cúpula directiva de los Pagans siempre debe contar con 13 miembros. También hay presidentes de capítulos, y el capítulo más grande a veces se ubica en el área de Filadelfia.
Aunque se concentraban principalmente en el noreste y el Atlántico medio, los Pagans comenzaron a expandirse a Florida en la década de 1990 y al oeste, con secciones más allá del río Misisipi. Los Pagans han crecido lentamente a través de un ciclo natural de desgaste en bandas más pequeñas, integrandose con otras secciones o clubes enteros. La práctica de incorporar bandas más pequeñas prevaleció desde la década de 1970 hasta principios de la década de 1990.

## Insignia
El parche Pagans MC representa al gigante de fuego de la mitología nórdica Surtr sentado en un mundo en llamas, empuñando una espada de fuego, además de la palabra Pagan's , en rojo, blanco y azul. La imagen de Surtr fue tomada de una ilustración de Jack Kirby en el número 97 del cómic Journey into Mystery.
Aunque históricamente no llevaban un parche que indica la ubicación de un club de motociclistas del uno por ciento, los paganos ha empezado a llevar la insignia de la "Costa Este" en sus chalecos. Los miembros visten chalecos vaqueros azules llamados "cuts" o "cutoffs" con parches del club, conocidos como colores, en la parte delantera y trasera.
Los miembros del "club matriz" de los Paganos llevan un distintivo parche negro con el número "13".

## Afiliación
Los Paganos cuentan con aproximadamente más de 3000 miembros y más de 100 capítulos, y están activos en la costa este de Estados Unidos y, más recientemente, en la costa oeste y Puerto Rico. Los Paganos tienen un club matriz o consejo directivo que, en última instancia, gobierna el club.
Los miembros deben cumplir con varios estatutos del club, entre ellos una norma que establece que solo deben conducir motocicletas Harley-Davidson. No se permite abandonar el club ni retirarse, y solo pueden hacerlo si son expulsados. Las razones de expulsión incluyen la pérdida de la motocicleta o cualquier propiedad o parafernalia del club, incluidos los "colores" del club.

Durante décadas, el Club de Motociclistas Pagans había buscado expandirse hacia el norte, en Canadá. También les benefició la idea de apoyar a rivales de los Hells Angels, como el Rock Machine; un club internacional de motociclistas con sede en Canadá y sedes en todo el mundo, que ha librado varios conflictos con los Hells Angels, incluyendo la Guerra de Motociclistas de Quebec, el conflicto motociclista más mortífero de la historia. En 2011, docenas de Pagans viajaron a la provincia canadiense de Nuevo Brunswick para reunirse con miembros de Rock Machine. En ese momento, Nuevo Brunswick tenía poca influencia de los motociclistas ilegales. La reunión tenía como objetivo consolidar una amistad y explorar la posibilidad de expansión en la provincia. Sin embargo, en 2018, Andrew "Chef" Glick, miembro de los Pagans, reveló que el grupo había abandonado sus planes de expansión hacia el norte. Citó las leyes antimotociclistas de Canadá, pero también, fue que los Hells Angels canadienses son considerados miembros particularmente violentos de la comunidad de motociclistas ilegales, o "el uno por ciento", según Glick en una entrevista. 
"En Canadá y Australia, ahí es donde se encuentran los centros de uno por ciento más duros", dijo Glick. "Ser un centro de uno por ciento en Canadá, diría que es un poco más peligroso que ser un centro de uno por ciento en Estados Unidos". Los motociclistas de Nueva Jersey son duros, pero "no tan violentos como lo que he visto y leído (sobre) Montreal y Toronto".

### Organización
Los Paganos está dirigida por una junta directiva conocida como el "club matriz", compuesta por trece miembros senior que establecen las políticas del club, administran la disciplina interna, supervisan la apertura de nuevos capítulos y nombran a los presidentes y vicepresidentes del club.
El liderazgo del club ha estado tradicionalmente basado en el centro de Pensilvania.

## Actividades criminales
Junto con los Bandidos MC, los Hells Angels y los Outlaws, los Pagans están clasificados por varias agencias policiales en Estados Unidos como una de las "cuatro grandes" bandas de motociclistas. Tradicionalmente, los Pagans han sido considerados los más pequeños de las "cuatro grandes". Los Pagans también son el único club de las "cuatro grandes" con sede únicamente en Estados Unidos y sin presencia internacional.  El Departamento de Justicia clasifica al club como una "banda de motociclistas fuera de la ley" (OMG) y sostiene que sus miembros están involucrados en la distribución de drogas como cocaína, metanfetamina, marihuana y PCP, así como en delitos violentos contra bandas rivales, incluyendo incendios provocados, asaltos, atentados con bombas, extorsión y asesinato.
Los Paganos Se les ha vinculado con las familias criminales de la Cosa Nostra en Filadelfia, Pittsburgh, Nueva York y Nueva Jersey. El club también utiliza clubes títeres, pandillas callejeras afiliadas y socias para distribuir drogas al por menor. Los Pagans han estado involucrados en rivalidades con otras pandillas de motociclistas, en particular una larga disputa con los Hells Angels.

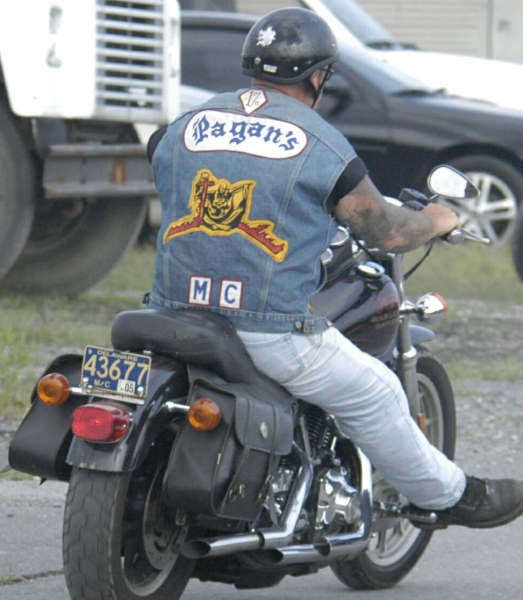
Miembro de los MC Pagans, conduciendo una motocicleta y vistiendo el chaleco tipíco del grupo

### Florida
El 5 de marzo de 1974, Amy Billig, de diecisiete años, desapareció cerca de su casa en Coconut Grove, Florida. El paradero de Billig permaneció desconocido durante al menos 24 años, hasta que en 1998 Paul Branch, exmiembro de los Paganos, reveló en una confesión en su lecho de muerte que el día de su desaparición había sido secuestrada, drogada, violada y asesinada. Según Branch, el cuerpo de Billig fue arrojado en los Everglades circundantes, aunque nunca se ha encontrado. El caso de Billig recibió atención de los medios nacionales, incluyendo artículos sobre Misterios sin resolver y Los más buscados de Estados Unidos.
El 15 de mayo de 2021, los Pagans se pelearon con vecinos en el bar Stripes Bar & Grill de Navarre, Condado de Santa Rosa, Florida. Dos días después, una motocicleta de Rich Urban Bikers (RUBS) fue incendiada frente al local. La Oficina del Sheriff del Condado de Santa Rosa ha estado investigando y al menos cinco Pagans y vecinos han sido arrestados o buscados.

### Maryland
Kirby "Bear" Keller, sargento de armas nacional de los Pagans, fue acusado formalmente por un gran jurado federal en Maryland en 1976 de dirigir una red de narcotráfico en cinco estados. Un líder de Pagans MC, Jay Carl Wagner, de 66 años, fue arrestado en el condado de Washington, Maryland, por más de 60 oficiales de funcionarios estatales, locales y federales con un robot de desactivación de bombas el 9 de mayo de 2007, y luego acusado de posesión de un arma de fuego regulada después de ser condenado por un delito violento. La policía y los agentes recuperaron siete pistolas, dos presuntos dispositivos explosivos y 13 rifles. El 5 de marzo de 2008, Wagner se declaró culpable de posesión de arma de fuego por parte de un delincuente. El 8 de agosto de 2008, el juez principal del distrito de EE. UU., Benson E. Legg, condenó a Wagner a 30 meses de prisión seguidos de tres años de libertad supervisada.
El 6 de octubre de 2009, la policía allanó la casa del presidente nacional David "Bart" Barbeito en Myersville, Maryland. Fue arrestado por posesión ilegal de armas de fuego. En junio de 2010, se declaró culpable de crimen organizado y otros cargos. Fue sentenciado a treinta meses de prisión.

### Nueva Jersey
El 17 de julio de 1994, al menos ocho miembros de los Pagans se presentaron en el picnic anual benéfico para recaudar fondos organizado por Tri-County MC en Hackettstown. Los Pagans estaban allí para intimidar a los clubes de motociclistas locales para que se aliaran con ellos y así tener una base de poder más amplia para evitar que los Hells Angels se establecieran en Nueva Jersey. Se inició una pelea que se intensificó, pasando de los puños a cuchillos y armas de fuego. Al terminar, los paganos Glenn Ritchie y Diego Vega fueron asesinados a tiros; el pagano Ron Locke y el miembro del Tri-County, William Johnson, resultaron heridos de bala, y el miembro del Tri-County, Hank Riger, fue degollado.
El miembro de Pagans, Robert "Hellboy" DeRonde, fue declarado culpable de golpear a Jeffrey Shank, miembro de Hells Angels, con un bate de béisbol, el 24 de abril de 2018, en una gasolinera de Newark, y fue sentenciado a cuatro años de prisión en julio de 2019. El presidente nacional de Pagans, Keith "Conan" Richter, fue arrestado el 26 de febrero de 2021 después de que la policía lo detuviera en East Windsor, donde se encontró una pistola cargada en un vehículo en el que viajaba como pasajero.

### Nueva York
Dos chicas de 15 años que se escaparon de su casa en Ogden, Condado de Delaware, Pensilvania el 7 de marzo de 1975 fueron presuntamente recogidas por miembros de los Paganos MC y llevadas a la sede de la banda en Queens, donde permanecieron cautivas y fueron violadas por entre 30 y 40 hombres durante dos días. Posteriormente, las chicas fueron presuntamente trasladadas a una casa en Selden, Nueva Yorky violadas durante tres días más. El 11 de marzo de 1975, las chicas escaparon tras quedar desprotegidas y alertaron a la policía, que allanó la casa en Selden y arrestó a seis personas, incluida una mujer, por cargos de narcóticos y violación.
El 23 de febrero de 2002, 73 paganos fueron arrestados en Long Island, Nueva York después de aparecer en una exposición de motocicletas y tatuajes en interiores llamada Hellraiser Ball. Los paganos se habían presentado al evento para enfrentarse a los Hells Angels, que estaban en el baile. Decenas de paganos irrumpieron en las puertas del evento y fueron recibidos con violencia por los Hells Angels. Se desató una pelea, diez personas resultaron heridas y un Hells Angel disparó y mató a un miembro de los paganos. Dos semanas después, un salón de tatuajes propiedad de los paganos, ubicado en el sur de Filadelfia, Pensilvania, fue atacado con bombas incendiarias.
En septiembre de 2010, diecinueve miembros de los Pagans fueron arrestados en Rocky Point, Nueva York por presuntamente conspirar para asesinar a miembros de los Hells Angels. Los cargos también incluyen agresión, distribución de cocaína y oxicodona, conspiración para cometer extorsión y cargos por armas.
Dos agentes federales de la ATF se infiltraron en la pandilla y aportaron pruebas clave. Uno de ellos llegó a ocupar el cargo de sargento de armas, el segundo puesto más alto en la jerarquía. Se escuchó a pandilleros conspirar para asesinar a miembros de los Hells Angels con granadas caseras.
Hasta 70 miembros de los Pagan's y Hells Angels participaron en una pelea en el estacionamiento del Anfiteatro Pennysaver en Farmingville, Condado de Suffolk, durante una exhibición de autos clásicos el 13 de octubre de 2016. Dos personas fueron trasladadas al hospital para recibir tratamiento por lesiones después de que la policía dispersara a los motociclistas.

### Pennsylvania
Anthony "Rocky" LaRocca, miembro del Club de Motociclistas Pagan's, era sobrino del exjefe de la mafia de Pittsburgh John LaRocca y actuaba como enlace entre el Club de Motociclistas Pagan's y la familia criminal LaRocca. En 1973, LaRocca y otro miembro de los Pagans fueron acusados de agresión a un agente de la ATF, conspiración, posesión de armas de fuego y silenciador.
El 24 de marzo de 1974, dos motociclistas paganos, Michael Watson y George Coons, y un transeúnte, Thomas Connelly, resultaron heridos en un tiroteo entre paganos y miembros del Breed Motorcycle Club durante el Philadelphia Custom Car, Speed and Cycle Show en el Centro Cívico de Filadelfia. En 1982, los Pagans atacaron a miembros del Club de Motociclistas Wheel of Soul en Filadelfia para frenar su expansión.
En enero de 1985, el entonces vicepresidente nacional de los Pagans, Daniel "Danny el Diácono" Zwibel, fue acusado formalmente de la Ley RICO junto con sus coacusados James Burke y Eugene (Nick el Espada) Gesuale, quien era la infame "conexión de Pittsburgh" en la película Goodfellas. El 21 de marzo de 1985, 42 miembros y asociados de los Pagans and the Iron Coffins, una pandilla con sede en Erie, fueron acusados de venta de drogas. Los arrestos se produjeron tras una investigación de tres años sobre la distribución de LSD, PCP y anfetaminas.
En 1990, LaRocca y Francis "Rick" Ferri fueron condenados a cadena perpetua por el asesinato de John Heatherington. Durante su encarcelamiento, LaRocca continuó controlando su red de distribución de cocaína a través de sus contactos familiares en el crimen organizado y miembros del club de motociclistas hasta que fue acusado de nuevo y condenado a 20 años más.
El miércoles 9 de diciembre de 2020, un gran jurado federal en Pittsburgh acusó a 30 miembros y asociados del Pagans Motorcycle Club de tráfico de narcóticos y posesión de armas de fuego. La incautación consistió en 12 armas de fuego, "cantidades significativas" de drogas y 28.000 dólares en efectivo y joyas. As part of the investigation the FBI agents tapped 10 phones. Los acusados incluyen a: Bill Rana, Eric Armes, Jason Evans, Hasani James, Cody Bonanno, Phillip Bonanno, Dominic Quarture, Mark Stockhausen, Patrick Rizzo, Anthony Peluso, Marissa Botta, David Pietropaolo, Thomas Snelsire, Wayne Webber, Ronald Simak, Anthony Scatena, James Stewart, Dorin Duncan, Jeffrey Kushik, Gary Hairston, Darian Wofford, Stephanie Zilka, Misty Walker, Richard White, Randy Camacho, Damian Cherepko, Brandon Hulboy, James Crivella, Seaira Collins y Jessica Taranto. Como parte de la investigación, agentes del FBI intervinieron cerca de diez teléfonos.
En 2005, los paganos supuestamente abrieron fuego y mataron al vicepresidente de la sección de Filadelfia de los Hells Angels mientras conducía su camioneta por la Schuylkill Expressway. Ese mismo año, los Hells Angels cerraron su filial en Filadelfia.
El 8 de abril de 2022, Jason Evans, socio de los Pagans, fue sentenciado a 57 meses de prisión por su participación en una operación de tráfico de drogas a gran escala en el oeste de Pensilvania y Ohio, según anunciaron los fiscales federales. La fiscalía indicó que Evans era un estrecho colaborador de un miembro de Paganos MX, miembro de la sección de Pittsburgh, y que actuaba como "ejecutor".
El 7 de junio de 2021,  el vicepresidente de un capítulo en Pittsburgh, Patrick Rizzo, se declaró culpable ante el juez de distrito de los Estados Unidos Robert J. Colville de posesión ilegal de armas de fuego.

### Rhode Island
En 2018, 49 personas, algunas de ellas miembros del grupo Paganos MC, fueron arrestadas en la mayor redada en la historia de Rhode Island. La incautación de 53 armas ilegales, incluyendo un lanzacohetes, y una gran cantidad de marihuana, crack, cocaína y heroína fue el resultado de una investigación de 12 meses realizada por miembros de la Unidad de Investigaciones Especiales de la Policía Estatal de Rhode Island con la asistencia de la Fiscalía General de Rhode Island, la ATF y el FBI.

### Virginia Occidental
Los Paganos tienen sedes en Charleston y Fairmont, Virginia Occidental, y están afiliados a los Bárbaros, una pandilla local de motociclistas.

### Multiestatal
En 2009, 55 miembros y asociados de Pagans fueron arrestados en Virginia Occidental, Kentucky, Virginia, Pensilvania, Nueva York, Nueva Jersey, Delaware y Florida. Los cargos van desde intento de asesinato y secuestro hasta tráfico de drogas y conspiración.
Hasta el momento, siete acusados en el caso se han declarado culpables.